# Fi1 Cancri
Fi1 Cancri (φ1 Cancri, förkortad Fi1 Cnc, φ1 Cnc), som är stjärnans Bayer-beteckning, är en ensam stjärna i nordvästra delen av stjärnbilden Kräftan. Den har en skenbar magnitud av 5,57 och är svagt synlig för blotta ögat där ljusföroreningar ej förekommer. Baserat på parallaxmätning inom Hipparcosuppdraget på ca 8,7 mas, beräknas den befinna sig på ett avstånd av ca 370 ljusår (114 parsek) från solen.

## Egenskaper
Fi1 Cancri är en gul till orange jättestjärna av spektralklass K5 III. Den har en uppmätt vinkeldiameter, som efter korrigering för randfördunkling, är 1,87 ± 0,02 mas, vilket på uppskattat avstånd till stjärnan ger en radie som är ca 17 gånger solens radie. Den avger ca 120 gånger mer energi än solen från dess fotosfär vid en effektiv temperatur på ca 4 100 K.